# Beaumont (Bélgica)
Beaumont (en valón Biômont) es una ciudad de Bélgica, situada en la provincia de Henao (Región Valona). 

## Geografía

### Secciones del municipio
El municipio comprende los antiguos municipios, que se fusionaron en 1977:
| - Beaumont - Barbençon - Leugnies - Leval-Chaudeville - Renlies - Solre-Saint-Géry - Thirimont - Strée |

## Demografía

### Evolución
Todos los datos históricos relativos al actual municipio, el siguiente gráfico refleja su evolución demográfica, incluyendo municipios después de efectuada la fusión el 1 de enero de 1977.
| Gráfica de evolución demográfica de Beaumont entre 1846 y 2019 |
|                                                                |

## Historia

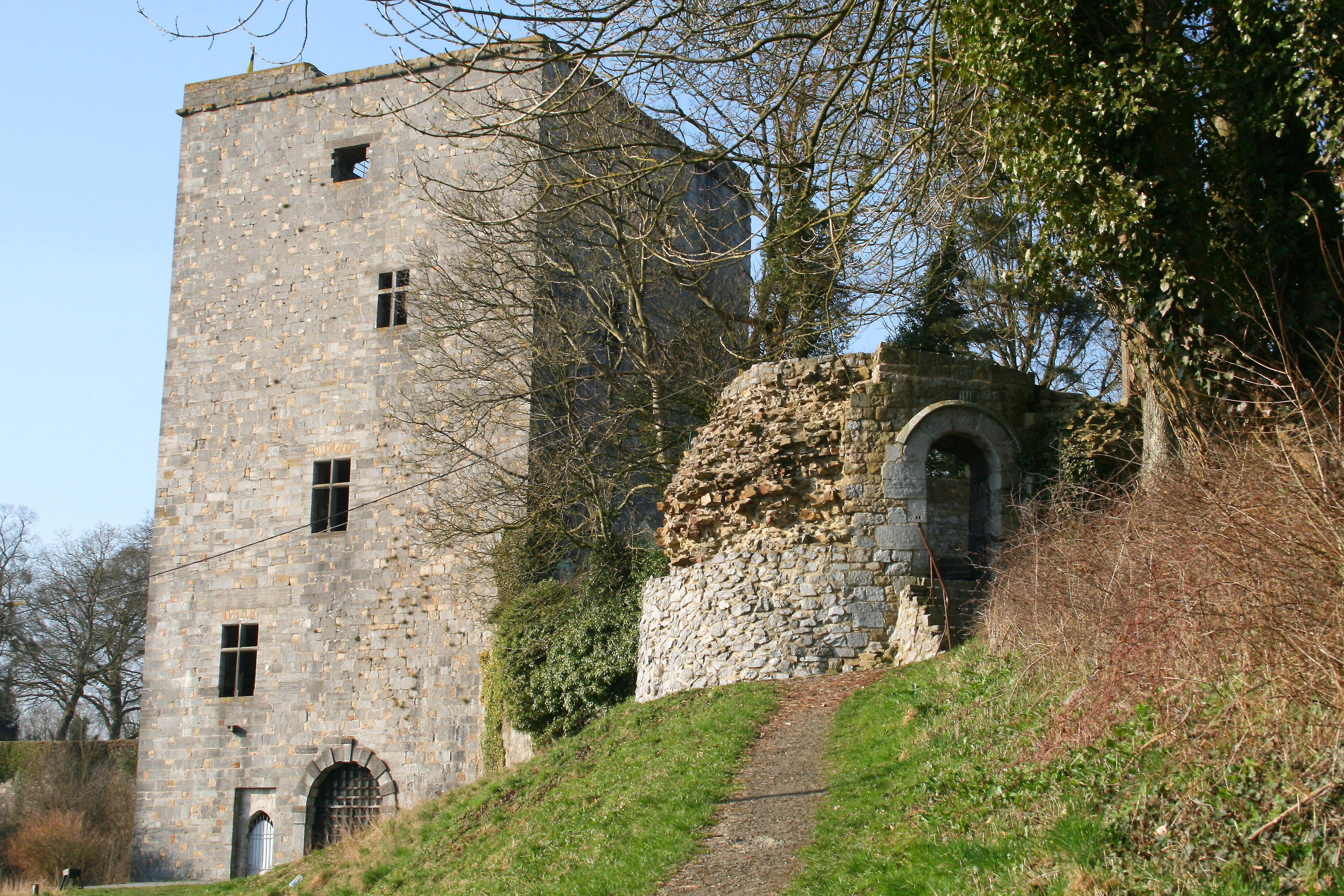
la poterna y la "Tour Salamandre".

El origen de la villa es un pequeño pueblo llamando Solre-Saint-Géry. En siglo XI Richilde de Henao construyeron una Torre del Homenaje. Poco después pasó a manos de Baudouin V de Henao, Jean de Henao, Felipe III de Borgoña e Carlos I de España. 

## Personas célebres
- siglo XI: Richilde de Henao
- siglo XIII: Baudouin V de Henao
- siglo XVI: Charles de Croÿ